# Francesco D'Alessio (1886-1949)
Francesco D'Alessio (Montescaglioso, 27 maggio 1886 – Roma, 1º aprile 1949) è stato un politico e giurista italiano.

## Biografia
Avvocato e professore di diritto finanziario e diritto amministrativo presso l'Università degli Studi di Pavia dal 1924 al 1935, nei periodi compresi tra il 1924-1925 e 1927-1928 diviene membro della Camera dei Deputati.
Riceve le onorificenze di Grand'Ufficiale dell'Ordine della Corona d'Italia, Commendatore dell'Ordine dei Ss. Maurizio e Lazzaro. Nel 1910 fu iniziato in Massoneria nella Loggia "Peucetia" di Bari e durante gli anni in cui fu deputato fu membro della Loggia "Rienzi" di Roma. Fu anche Sottosegretario di Stato al Ministero delle Finanze durante il Governo Mussolini, rimanendo in carica dal 28 luglio 1925 al 6 novembre 1926.
Grazie a lui Matera, già capoluogo della Basilicata dal 1663 al 1806, divenne capoluogo di provincia nel 1927.
Morì all'età di 62 anni, il 1º aprile 1949.